# Тавариш, Давид
Давид Жозе Гомеш Оливейру Тавариш (порт. David José Gomes Oliveira Tavares; род. 18 марта 1999 года, Лиссабон, Португалия) — португальский футболист кабо-вердианского происхождения, полузащитник клуба «Бенфика» и сборной Кабо-Верде.

## Клубная карьера
Тавариш — воспитанник столичных клубов Спортинг и «Бенфика». Для получения игровой практики Давид начал выступать за дублирующий состав последних. 16 марта 2019 года в матче против «Пенафиела» он дебютировал в Сегунда лиге. 17 сентября в поединке за Лиги чемпионов против немецкого «РБ Лейпциг» Давид дебютировал за основной состав.